# Хуст — Медієшу-Ауріт
Хуст – Медієшу-Ауріт – інтерконектор, який сполучає газотранспортні системи України та Румунії.
У середині 1970-х через південний схід Румунії (Добруджу) пройшов газотранспортний коридор Ісакча – Негру-Воде, по якому блакитне паливо прямувало з території України транзитом до Болгарії. Від нього ж стало можливим подавати ресурс до газотранспортної системи Румунії. А під кінець 20 століття створили ще один інтерконектор, на цей раз на протилежному, західному завершенні кордону України та Румунії. Для цього сполучили українську компресорну станцію Хуст (магістральний газопровід «Союз») з румунським містом Медієшу-Ауріт, до якого підходять внутрішньорумунські газопроводи із Трансильванії та Араду. 
Довжина української ділянки інтерконектору становить 35 км, румунської – 38 км. Трубопровід виконаний в діаметрі 700 мм та розрахований на робочий тиск у 7 МПа. Його пропускна здатність становить 2 (за іншими джерелами 4) млрд. м³ на рік.
При спорудженні інтерконектору передбачалась можливість збільшення його пропускної здатності до 10 млрд м³ на рік. Втім, невдовзі цей проект став неактуальним, зокрема, через серйозні зміни на газовому ринку Румунії. Скорочення споживання внаслідок закриття нерентабельних підприємств та підвищення енергоефективності на тлі певного зростання власного видобутку радикально змінили потреби країни у імпорті блакитного палива. Так, якщо у 2003 році він перевищував 5 млрд м³, то у 2015 скоротився до 0,3 млрд м³.
Утім, в одному із варіантів перспективного газопроводу Eastring між Словаччиною та Болгарією розглядається можливість використання наявної української інфраструктури на маршруті Вельке Капушани — Хуст — Медієшу-Маре.